# Pierre Cordier (homme politique)
Pour les articles homonymes, voir Pierre Cordier et Cordier (homonymie).
Pierre Cordier, né le 27 mai 1972 à Charleville-Mézières (Ardennes), est un homme politique français.
Proche des Républicains, il est député de la 2e circonscription des Ardennes depuis 2017, réélu en 2022 puis en 2024. Il est aussi conseiller départemental des Ardennes depuis 2004, élu dans le canton de Nouzonville de 2004 à 2015 puis dans le canton de Charleville-Mézières-2 avec Catherine Degembe depuis 2015. Il est vice-président du conseil départemental depuis 2021.
Il est maire de Neufmanil de 2001 à 2017.

## Biographie
Durant ses études de droit, Pierre Cordier milite au sein des Jeunes RPR. À 26 ans, il se présente aux élections cantonales de 1998 dans le canton de Nouzonville. Dans une quadrangulaire, il est battu de 81 voix par le socialiste Pierre Ledeme.
Il est élu maire de Neufmanil en 2001 puis réélu en 2008 et 2014.
Lors des cantonales de 2004, il prend sa revanche sur Pierre Ledeme et remporte le canton de Nouzonville avec 54,62 % des suffrages. En 2011, il est réélu conseiller général dès le premier tour, avec 62,17 % des voix. Il devient vice-président du conseil général des Ardennes.
De 2012 à 2017, il est salarié collaborateur du groupe UMP puis LR au Conseil Régional.
Lors du redécoupage des cantons en 2013, il accuse la nouvelle carte des cantons de ne servir que « l'intérêt du Parti socialiste ardennais » et estime qu'« on veut l'éliminer du paysage politique ». Il est cependant largement réélu en 2015. Dans le canton de Charleville-Mézières-2, son binôme d'union de la droite avec Catherine Degembe réunit 74,77 % des suffrages face au FN, après 52,29 % au premier tour.
Également vice-président aux finances de l'Ardenne Métropole et trésorier de l'association des maires des Ardennes, il quitte la présidence du SDIS des Ardennes en octobre 2016.
Pierre Cordier est candidat aux élections législatives de 2017 dans la 2e circonscription des Ardennes, sous l'étiquette divers droite. Il est soutenu par Les Républicains (LR) et l'Union des démocrates et indépendants (UDI). Il arrive en tête du premier tour avec 25,86 % des voix devant Mario Iglesias (LREM) à 22,52 %, Guillaume Luczka (FN) à 19,45 % et le député socialiste sortant Christophe Léonard, qui avec 16,5 % est éliminé dès le premier tour,. Il est élu député le 18 juin 2017 en rassemblant 61,05 % des suffrages face au maire de Fumay,,.
Pierre Cordier est mis en examen par la Cour d'appel de Reims pour harcèlement moral,,.
Après la dissolution du 9 juin 2024, il se représente aux législatives et reste député à l'issue du scrutin.